# The Woman in Black (película de 1989)
The Woman in Black es una película para televisión británica de drama y terror de 1989 dirigida por Herbert Wise y protagonizada por Adrian Rawlins, Bernard Hepton, David Daker y Pauline Moran. El guion es una adaptación de la novela homónima de 1983 de Susan Hill. Se centra en un joven abogado que es enviado a un pueblo costero inglés para arreglar la propiedad de una viuda solitaria, y encuentra la ciudad embrujada.
El programa fue producido por Central Independent Television para ITV y se estrenó en la víspera de Navidad de 1989. Fue un éxito inesperado, aunque, según se informa, la autora Susan Hill no estuvo de acuerdo con algunos de los ligeros cambios que hizo el guionista Nigel Kneale en la adaptación.
En 2012 se estrenó otra versión cinematográfica, protagonizada por Daniel Radcliffe.

## Reparto
- Adrian Rawlins como Arthur Kidd
- Bernard Hepton como Sam Toovey
- David Daker como Josiah Freston
- Pauline Moran como Woman in Black
- David Ryall como Sweetman
- Clare Holman como Stella Kidd
- John Cater como Arnold Pepperell
- John Franklyn-Robbins como Reverend Greet
- Fiona Walker como Mrs Margaret Toovey
- William Simons como Keckwick
- Robin Weaver como Bessie
- Caroline John como madre de Stella
- Joseph Upton como Eddie Kidd
- Steven Mackintosh como Rolfe
- Andy Nyman como Jackie
- Robert Hamilton como Mr Girdler
- Trevor Cooper como Farmer
- Peter Guinness como Stallholder

## Producción
El programa se filmó en Stanlake Park en Berkshire, utilizando la calzada hacia la isla Osea, cerca de Goldhanger en Essex, y las marismas locales, mientras que las escenas para representar a Crythin Gifford se filmaron en la aldea de Lacock, cerca de Chippenham, Wiltshire, del National Trust. La escena del funeral exterior se filmó en Sarratt, Hertfordshire.

## Estreno

### Transmisión
La película se transmitió por primera vez en el Reino Unido en ITV en la víspera de Navidad de 1989, y la única transmisión repetida tuvo lugar en Channel 4 en la Navidad de 1994. En general, la adaptación televisiva se mantuvo razonablemente fiel a la novela original, aunque algunos de los cambios enojaron a la autora Susan Hill (por ejemplo, el sexo del perro 'Spider' cambió de hembra a macho). El nombre de Arthur también se cambió de Kipps a Kidd.

### Disputa de distribución
Una disputa sobre los derechos de distribución en el Reino Unido entre Central Television y tres miembros del equipo de producción original de la película (que poseían una parte) impidió que la película se volviera a proyectar en televisión después de 1994 o en los medios domésticos después de 1991. La propia Susan Hill no poseía ninguna parte de los derechos de la película para televisión. Los derechos de distribución se complicaron aún más cuando entró en producción la versión cinematográfica de Hammer de 2012.

### Medios domésticos
La versión para televisión fue lanzada originalmente en VHS en el Reino Unido el 25 de junio de 1990 por Futuristic Entertainment. Fue relanzado en VHS el 1 de abril de 1991 por Video Collection International como exclusivo de las tiendas WHSmith, pero sólo durante un tiempo bastante corto antes de convertirse en un título agotado.
También hubo un lanzamiento norteamericano en DVD de la Región 1 por BFS Entertainment, el 8 de agosto de 2000, que ahora también está agotado. Desde entonces, los derechos de televisión estadounidenses se han comprado dos veces y actualmente residen en un estudio estadounidense.
En el Reino Unido, Network Distributing finalmente pudo conseguir los derechos para relanzar la película en Blu-Ray y DVD el 12 de octubre de 2020. La película de este lanzamiento fue restaurada y remasterizada en alta definición a partir de los elementos originales de la película y presenta extras que incluyen un folleto, presentaciones en pantalla completa y panorámica y comentarios de audio de los autores Mark Gatiss, Andy Nyman y Kim Newman.